# Otto Steingötter
Otto Steingötter  (* 30. September 1853 in Langen; † 1. November 1909 ebenda) war ein hessischer Kaufmann und Politiker (SPD) und Abgeordneter der 2. Kammer der Landstände des Großherzogtums Hessen.
Otto Steingötter  war der Sohn des Gemeindeeinnehmers Friedrich Christin Steingötter  und dessen Ehefrau Anna Margarethe, geborene Ranis. Steingötter, der evangelischen Glaubens war, war Kaufmann in Langen und heiratete am 1. Mai 1883 in Gimbsheim Minna geborene Neuenhagen.
Von 1892 bis 1903 gehörte er der Zweiten Kammer der Landstände an. Er wurde für den Wahlbezirk Starkenburg 15/Langen-Neu-Isenburg gewählt. Er gehörte auch dem Kreistag Offenbach an.